# Иофин, Станислав Леонидович
Станисла́в Леони́дович Ио́фин (31 июля 1922, Пески, Поворинский район — 9 декабря 2013) — советский учёный и организатор горной промышленности СССР, доктор технических наук (1965), профессор (1968), лауреат Государственной премии СССР (1983). В 1982—1987 годах — директор института ВНИПИцветмет.

## Биография
Станислав Иофин родился 31 июля 1922 года в селе Пески Песковского района Воронежской области. С 1924 года семья жила в Москве, куда был направлен для продолжения военной службы его отец — участник Гражданской войны, бригадный комиссар Леонид Петрович Иофин (1898—1937), впоследствии начальник политотдела 1-й дивизии противовоздушной обороны. Отец был репрессирован и расстрелян в 1937 году.
В 1940 году поступил в Московский институт цветных металлов и золота имени М. И. Калинина.
С началом Великой Отечественной войны от институтского комитета комсомола выполнял особые задания: следил за светомаскировкой на улицах, на заводе «Станкоконструкция» (ЭНИМС) работал на изготовлении снарядов.
В октябре 1941 года с первого курса института в составе ополчения Москвы ушёл на фронт. Служил сапёром в 3-й Московской коммунистической дивизии (с января 1942 года переформированной в 130-ю стрелковую дивизию).
С октября 1941 по январь 1942 года участвовал в обороне Москвы, с 20 января по 21 марта 1942 года — в Демянской операции.

Участвовал в установке минных полей и заграждений по Ленинградскому и Дмитровскому шоссе … в боях за деревни Павлово, Сидорово, Остравня … во время боя за село Лунево выполнял задание под минометным и пулеметным огнём противника.— из Наградного листа на Орден Славы III степени
21 марта 1942 года под селом Лунево попал под минометный обстрел, был тяжело ранен в ногу. Пройдя за семь месяцев пять госпиталей был демобилизован по инвалидности.
Осенью 1942 года восстановился на второй курс института. В 1944 году вступил в члены ВКП(б).
В 1946 году с отличием окончил институт и получил диплом горного инженера по разработке рудных и россыпных месторождений.
Два года работал в Краснотурьинске заместителем директора по учебной работе в индустриальном техникуме созданном при рудниках Северного Урала.
Окончив аспирантуру родного института защитил кандидатскую диссертацию «Определение угла наклона борта карьера для крутоспадающих месторождений».
С 1950 года — работал начальником горной лаборатории, заместителем директора по научной работе и главным инженером в ВНИИцветмет, Усть-Каменогорск.
В 1965 году защитил докторскую диссертацию «Совершенствование техники и технологии разработки свинцово-цинковых месторождений Рудного Алтая».
С 1973 года — член редколлегии «Горного журнала».
В 1976—1982 годах — главный инженер научно-технического управления в Министерстве цветной металлургии СССР.
В 1982—1987 годах — директор института ВНИПИцветмет.
С 1987 года на пенсии.
Будучи Председателем Совета ветеранов 53-й гвардейской стрелковой дивизии (бывшей 3-й МКСД, а позднее 130-й сд) занимался общественной деятельностью, по его инициативе проведены значительные работы по увековечению памяти бойцов дивизии.
Станислав Леонидович Иофин умер 9 декабря 2013 года.

## Награды
- Государственная премия СССР в области техники (1983, в составе группы из 12 учёных) — за создание научных основ рационального извлечения запасов твёрдых полезных ископаемых и внедрение результатов в горную промышленность
- Два ордена Трудового Красного Знамени
- Орден «Знак Почёта»
- За участие в Великой Отечественной войне награждён Орденом Славы III степени (1946, дата подвига — 21.03.1942), отмечен орденом Отечественной войны I степени (1985)
- Юбилейная медаль «65 лет Победы в Великой Отечественной войне 1941—1945 гг. (2009)[2]